# История свободного программного обеспечения
Свободное программное обеспечение (СПО) — это продукты, распространяемые по условиям либеральных лицензий, которые предоставляют пользователю больше возможностей, чем традиционные лицензии на программное обеспечение. Не следует путать свободное программное обеспечение с бесплатным. Лицензия Freeware содержит ограничения на коммерческое использование, модификацию и т. д.
Существуют различия между свободным и открытым программным обеспечением, но в основном их идеи схожи. Брюс Перенс, автор определения Open Source, в фильме Revolution OS говорит по этому поводу:

Ричард думает, что всё программное обеспечение должно быть свободным, а я считаю, что свободное и несвободное программное обеспечение могут сосуществовать. Это единственное различие.
Оригинальный текст (англ.)Richard thinks that all software should be free, and I think that free software and non-free software should coexist. That's the only difference we have.

История свободного программного обеспечения насчитывает около 40 лет.
С середины 1980-х до середины 1990-х свободное ПО развивалось в основном силами самого сообщества, характеризуемого романтизмом и высокой компетентностью. Наиболее активно свободное ПО развивалось в системе высшего образования. Главным образом сообщество прилагало свои усилия в области Unix-систем. В настоящее время наряду с одиночками и группами разработчиков развитием свободного ПО занимаются такие известные корпорации как IBM, Borland, Allaire, Compaq, Dell, Canonical и многие другие. Для получения прибыли используются различные схемы: от платной техподдержки до продажи дистрибутивов.
Привлечение к разработке свободного ПО бюджетов крупных корпораций и госзаказов в последние годы вызвало значительный интерес к свободному ПО со стороны частных пользователей и государственных структур ряда стран. В настоящее время локализовано множество программ и операционных систем, что также упрощает массовый переход пользователей на свободное ПО.
В связи с открытостью кода и отсутствием требований по лицензионным отчислениям многие производители электронных приборов либо уже перешли на свободное ПО, либо проводят эксперименты в данном направлении.

## До 1983 года
Сообщества разработчиков и пользователей, занимающие сегодня значительное место в движении за свободное программное обеспечение, существовали ещё задолго до зарождения этого движения. С момента возникновения и до 1960-х годов развитие компьютерной техники и совершенствование программного обеспечения согласовывалось с принципами открытости и взаимопомощи. Исходный код не являлся продуктом как таковым, поэтому с ним мог ознакомиться любой желающий. Это позволяло модифицировать программное обеспечение и исправлять ошибки. В 1967 году компания IBM выпустила операционную систему Airline Control Program, распространив её исходный код методом, который сегодня активно применяется Фондом свободного программного обеспечения. Были организованы группы пользователей (к примеру, SHARE компании IBM и DECUS компании Digital Equipment Corporation), которые помогали людям обмениваться программным обеспечением. Но в конце 1960-х годов ситуация изменилась. Масштаб развития операционных систем и компиляторов языков программирования привёл к появлению значительных экономических затрат на их разработку. Производители программного обеспечения начали конкурентную борьбу со встроенными решениями, поставлявшимися с аппаратными средствами (и включенными в стоимость).

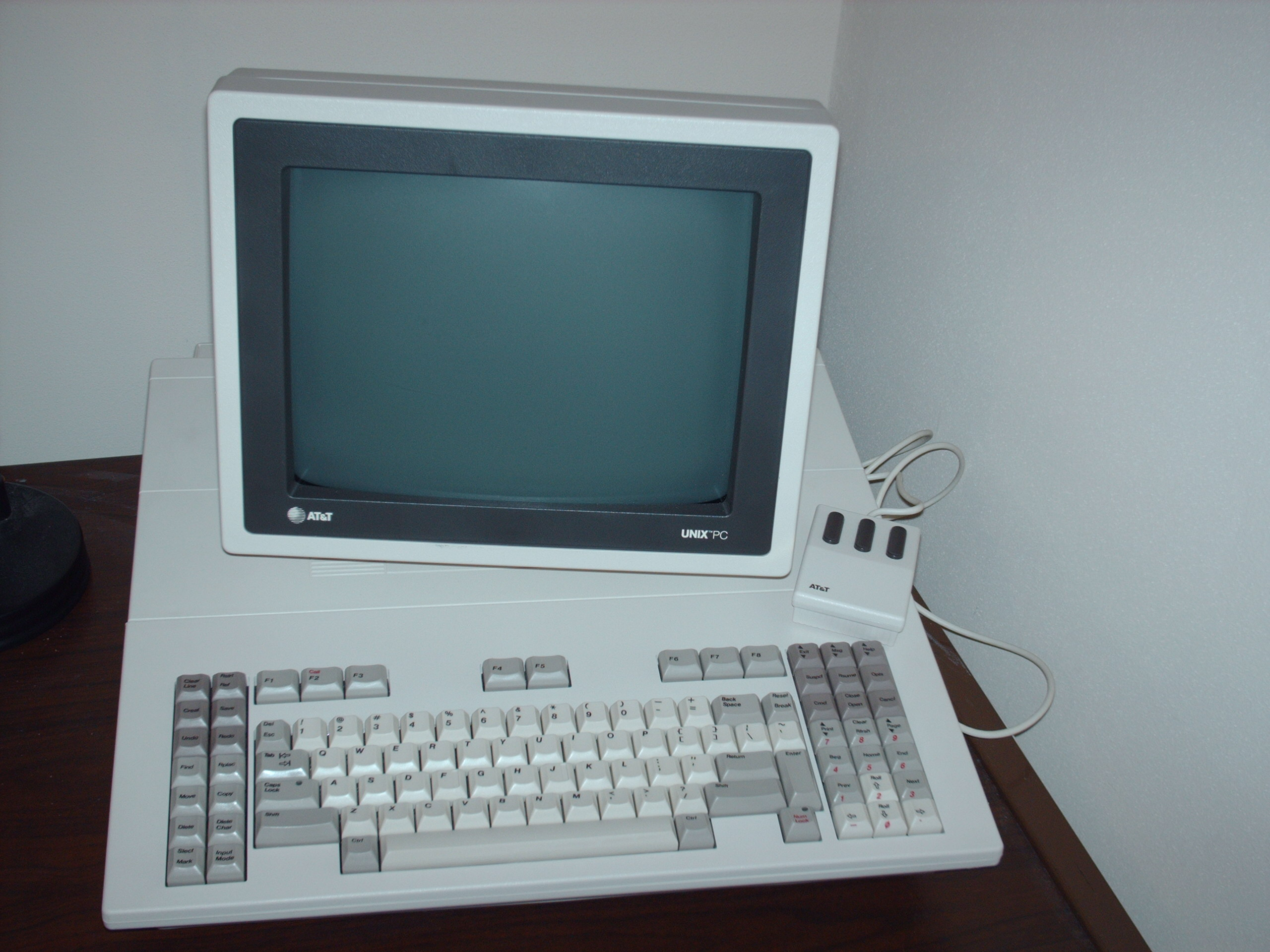
Atandt unix pc

В антимонопольном иске правительства США к компании IBM, поданном 17 января 1969 года говорилось о том, что прилагаемое программное обеспечение мешает развитию конкуренции.
На рынке начинает появляться программное обеспечение, лицензии которого ограничивают пользователей в использовании данного продукта. В 1970 году компания AT&T начинает распространение первых версий операционной системы UNIX среди правительственных и научных организаций. Пользователи этой системы не имели права передавать третьим лицам или самостоятельно изменять программный продукт, таким образом первые выпускаемые версии UNIX не являлись свободными в современном понимании этого слова. В конце 1970-х — начале 1980-х годов производители принялись разрабатывать собственные лицензии на программное обеспечение. Появились юридические запреты на модификацию продуктов сторонними разработчиками. В 1976 году Билл Гейтс опубликовал своё знаменитое «Открытое письмо любителям», в котором открыто обвинял хакеров в краже программного обеспечения.

Почему так? Сообщество программистов должно знать, что оно просто крадёт программное обеспечение. Вы покупаете «железо» для своего компьютера, но программным обеспечением делитесь со всеми даром. Кто в таком случае позаботится о том, чтобы разработчики получили деньги за свою работу?
Оригинальный текст (англ.)Why is this? As the majority of hobbyists must be aware, most of you steal your software. Hardware must be paid for, but software is something to share. Who cares if the people who worked on it get paid?

В 1979 году компания AT&T изменила свой подход к лицензированию программных продуктов с целью получения прибыли от их продажи. Появление сети Usenet в начале 80-х годов позволило программистам вновь объединить свои усилия для плодотворного сотрудничества в рамках создания программного обеспечения.
Разработки конца 80-х годов актуальны и сегодня. Такие приложения, как SPICE, TeX и X Window System используются людьми по всему миру.

## Первые годы проекта GNU и FSF
В 1983 году Ричард Столлман основал проект GNU с целью создания законченной операционной системы, предоставляющей пользователю возможность смотреть исходный код и изменять его при необходимости. Спустя некоторое время был придуман термин «свободное программное обеспечение» и основан Фонд свободного программного обеспечения. В 1985 году Ричард Столлман опубликовал манифест GNU с целью изложить цели и задачи проекта GNU и объяснить необходимость в свободном программном обеспечении. В 1986 году в свет вышла статья «Определение свободного программного обеспечения».
Среди одной из причин, послужившей толчком к разработке идей СПО, часто выделяют проблемы с подключением оборудования. Исходный код продуктов был закрыт и этот факт не позволял устранить проблему самостоятельно. Существует и другая версия, согласно которой толчком к созданию проекта GNU и его манифеста послужил конфликт между Ричардом Столлманом и компанией Symbolics, Inc.
В 1989 году была опубликована первая версия лицензии GPL. В 1991 году вышла вторая версия, содержащая небольшие изменения.
В 1989 году часть разработчиков проекта GNU основали компанию Cygnus Solutions, которая оказывала пользователям GNU/Linux техническую поддержку вплоть до слияния с Red Hat в 2000 году.
К 1991 году практически все компоненты новой операционной системы были готовы. Многие из них, к примеру GCC, GNU Debugger и Emacs, получили широкую известность. Для завершения работы не хватало лишь ядра операционной системы. Проект по его разработке — GNU Hurd — неоднократно замораживался. В настоящее время ещё рано говорить о его стабильности, однако производители дистрибутивов уже сейчас выпускают сборки с ядром Hurd вместо ядра Linux.

## Linux

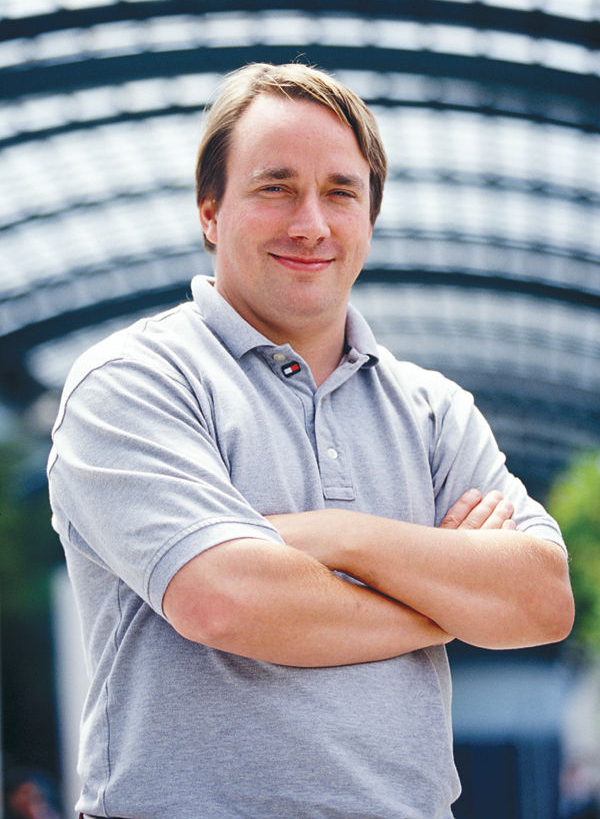
Линус Торвальдс — создатель ядра «Linux».

Ядро Linux было выпущено Линусом Торвальдсом в 1991 году в виде открытого кода, доступного для изменения. Первые лицензии не являлись свободными, однако уже в феврале 1992 года код был лицензирован по GPL. Основы Unix, реализованные в ядре, привлекли к нему внимание программистов со всего мира. Это послужило мощным толчком к его дальнейшему развитию. Ядро Linux стало тем компонентом, которого не хватало для завершения свободной операционной системы. Использование приложений проекта GNU и ядра Linux позволило создать такую систему. В качестве примера можно привести проект Debian, основанный Яном Мёрдоком в 1993 году. Этот проект заслуживает внимания, поскольку он целиком основан на идеях движения GNU. Принципы разработки Debian изложены в общественном договоре (англ. Debian Social Contract). С момента зарождения проект был тесно связан с Фондом свободного программного обеспечения, а в период с 1994 по 1995 год получал от него финансовую поддержку. В 1997 году бывший лидер проекта Брюс Перенс оказал содействие основателям Software in the Public Interest. Организация занимается поддержкой различных проектов по созданию свободного программного обеспечения. GNU/Linux по сей день распространяется под лицензией GPL. Это позволяет различным компаниям развивать собственные дистрибутивы на основе Linux и зарабатывать на коммерческой поддержке. Так, к примеру, развивается французско-бразильская Mandriva, предлагающая своим пользователям техническую поддержку при покупке версии PowerPack. Компания Red Hat занимается поддержкой свободного дистрибутива Fedora. Все наработки в рамках этого проекта служат основой проектирования решений для серверов — Red Hat Enterprise Linux. Проект openSUSE компании Novell служит платформой для корпоративных дистрибутивов Novell Linux Desktop (NLD), Suse Linux Enterprise Desktop (SLED) и Suse Linux Enterprise Server (SLES).
Вокруг названия операционной системы по-прежнему ведутся споры. Часто операционную систему называют «Linux», однако участники Фонда свободного программного обеспечения говорят о том, что правильное название — GNU/Linux, поскольку операционная система включает в себя не только ядро, но и программы, написанные в рамках проекта GNU.

## FreeBSD
В 1993 году судебное дело USL против BSDi было улажено. В результате были выпущены свободные операционные системы FreeBSD и NetBSD (основаны на 386BSD). В 1995 году был представлен первый релиз OpenBSD — форка NetBSD.

## Конец 90х и пузырь доткомов
Во второй половине 90-х, в связи с ростом компаний, предоставляющих услуги в сети Интернет, свободное программное обеспечение стало популярным выбором для веб-серверов. Огромную популярность получил веб-сервер Apache, по сей день удерживающий значительную долю рынка. Набор серверного программного обеспечения LAMP сегодня широко используется во всем мире. Состоит из следующих компонентов:
- Linux — операционная система Linux;
- Apache — веб-сервер;
- MySQL — СУБД;
- PHP — язык программирования, используемый для создания веб-приложений.

## Начало движения за открытые исходные коды
В 1997 году Эрик Рэймонд опубликовал знаменитое эссе Собор и Базар, содержащее анализ сообщества программистов и принципов свободного программного обеспечения. Получив большую известность к началу 1998 года, эта работа стала одной из причин, побудившей компанию Netscape Communications выпустить свой интернет-браузер Netscape Navigator под свободными лицензиями. Именно благодаря этому событию стало возможным создание Mozilla Foundation. Самым известным продуктом организации является Mozilla Firefox — второй по популярности браузер в мире.
Открытие исходных кодов Netscape заставило Эрика Рэймонда задуматься о возможностях применения принципов свободного программного обеспечения для успешного продвижения коммерческих продуктов. Было отмечено, что активность политики Фонда свободного программного обеспечения практически не интересовала такие компании как Netscape. Был принят курс на создание нового образа свободного программного обеспечения, подчёркивающего выгоду от использования открытых кодов. Во главе нового движения стояли такие известные люди, как Брюс Перенс, Линус Торвальдс и другие. В феврале 1998 года была основана некоммерческая организация Open Source Initiative, целью которой стало популяризация нового термина и идей движения за открытое программное обеспечение.
Ричард Столлман и Фонд свободного программного обеспечения выразили протест новой организации. Они считали: концентрируя внимание на открытом коде, новая организация хоронит саму идею свободного программного обеспечения и его социальную значимость для пользователей компьютеров. Однако Столлман не отрицал роль Open Source Initiative в борьбе с собственническим программным обеспечением.

## Рабочий стол

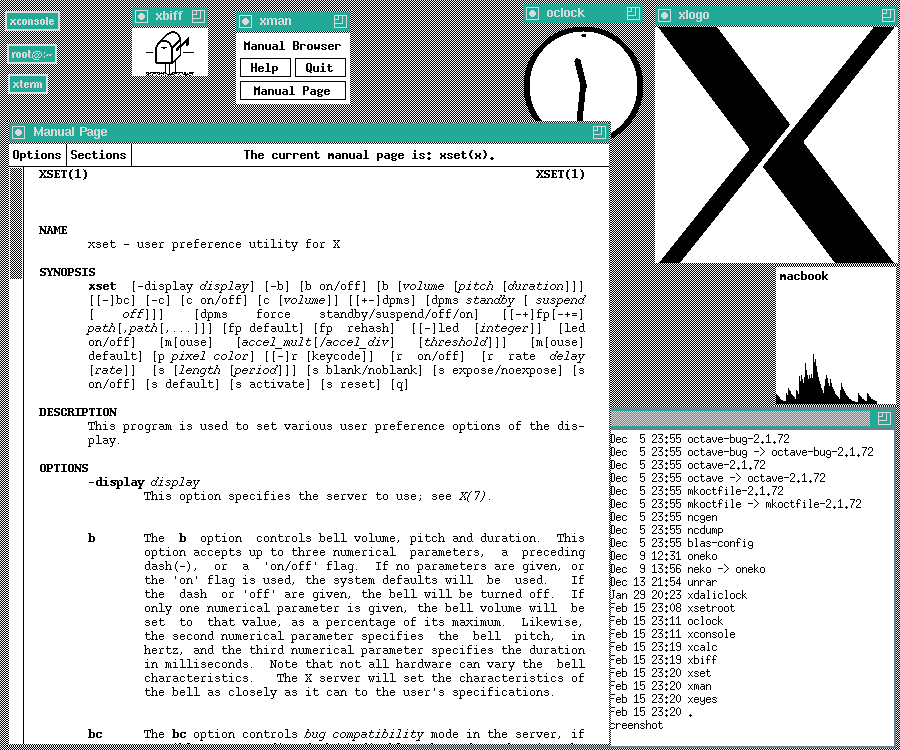
Одна из ранних версий X-Window System

В качестве оконной системы для свободного программного обеспечения чаще всего используется X Window System.
В 1996 году Маттиас Эттрих основал проект KDE. Главной его целью было создать удобный интерфейс для конечного пользователя. Его сообщения в сети Usenet вызвали большой интерес.
В качестве инструментария разработки был выбран Qt, распространявшийся по несвободной лицензии. Участники проекта GNU заинтересовались данной разработкой и в скором времени объявили о начале создания полностью свободной среды для операционной системы Linux — GNOME. В качестве платформы был избран инструментарий GTK+.
В ноябре 1998 года Qt вышел под лицензией Q Public License (QPL), однако многих участников проекта GNU такое развитие событий по-прежнему не устраивало. Они выступали за лицензирование Qt по GPL. В сентябре 2000 года была опубликована новость о выходе Unix-версии инструментария Qt под лицензией GPL, в дополнении к версии с QPL. Разработчиком выступила компания Trolltech, известная в настоящее время как Qt Development Frameworks. Таким образом были устранены разногласия с Фондом программного обеспечения.
В настоящее время разработчики KDE и GNOME участвуют в проекте freedesktop.org с целью стандартизации различных графических сред пользователя для операционных систем POSIX.

## Свободное программное обеспечение в наши дни
8 мая 2007 года компания Sun Microsystems выпустила комплект разработки приложений Java Development Kit, доступный под лицензией GPL. Однако часть библиотек была выпущена в виде бинарных файлов в виду невозможности открытия исходного кода по ряду причин. В июне 2007 компания Red Hat запустила проект GNU Classpath, направленный на доработку проекта с целью создания полнофункционального свободного аналога. К настоящему времени практически все известные проблемы решены.
В январе 2010 группой компаний Global Graphics было проведено исследование состояния рынка. В результате бесед с 400 руководителями информационных служб компаний США и Великобритании с численностью более 1000 служащих каждая, были получены данные, согласно которым около 76 % участвующих в опросе организаций уже используют свободное программное обеспечение в своей работе. При этом больше половины из них намерены в 2011 году расширить спектр используемого программного обеспечения.